# Opération Shylock : Une confession
Opération Shylock : Une confession (titre original : Operation Shylock: A Confession) est un roman américain de Philip Roth publié en 1993. Il remporte le PEN/Faulkner Award l'année suivante.